# Styphlorachis mesophaea
Styphlorachis mesophaea är en fjärilsart som beskrevs av George Francis Hampson 1930. Styphlorachis mesophaea ingår i släktet Styphlorachis och familjen mott. Inga underarter finns listade i Catalogue of Life.